# ثورة العصر الحجري الحديث
ثورة العصر الحجري الحديث، أو الثورة الزراعية الأولى هي الانتقال الواسع النطاق للعديد من الثقافات البشرية خلال فترة العصر الحجري الحديث من نمط حياة الصيد والجمع إلى نمط من الزراعة والاستيطان، مما ساهم بجعل عدد السكان أكبر، حيث سمحت هذه المجتمعات المستقرة للإنسان بمراقبة النباتات واختبارها لمعرفة كيفية نموها وتطويرها، وهذه المعرفة الجديدة أدت إلى استزراع (ما يقابل التدجين) النباتات.
تشير البيانات الأثرية إلى أن تدجين أنواع مختلفة من النباتات والحيوانات قد حدث في أماكن منفصلة في جميع أنحاء العالم، بدءًا من الحقبة الجيولوجية للهولوسين قبل حوالي 12500 سنة، وقد كانت أول ثورة زراعية قابلة للإثبات، حيث أدت ثورة العصر الحجري الحديث إلى تضييق نطاق تنوع الأغذية المتاحة، مما أدى إلى تراجع في تغذية الإنسان.
ساهمت بتقديم ما هو أكثر من مجرد تقنيات إنتاج الغذاء، فخلال آلاف السنين القادمة تحولت المجموعات الصغيرة والمتنقلة من الصيادين-الجامعين الذين كانوا يهيمنون على ما قبل التاريخ البشري إلى مجتمعات مستقرة (غير بدوية) قائمة في قرى وبلدات مبنية.
قامت هذه المجتمعات بتعديل بيئتها الطبيعية بشكل جذري عن طريق زراعة المحاصيل الغذائية المتخصصة، مع أنشطة مثل الري وإزالة الغابات التي سمحت بإنتاج فائض من الأغذية، كما حدثت تطورات أخرى هي تدجين الحيوانات وصناعة الفخار والأدوات الحجرية المصقولة والمنازل المستطيلة.
هذه التطورات التي يطلق عليها أحيانًا حزمة العصر الحجري الحديث، وفرت الأساس للإدارات المركزية والهياكل السياسية، والإيديولوجيات الهرمية، وأنظمة المعرفة كالكتابة، والمستوطنات المكتظة بالسكان، والتخصص وتقسيم العمل، والمزيد من التجارة، وتطور في الفن والهندسة المعمارية، ومفهوم الملكية، وظهرت أقدم حضارة معروفة في سومر في جنوب بلاد ما بين النهرين (نحو 6500 سنة قبل الحاضر) كما بشرت ببداية العصر البرونزي.
تظل علاقة الخصائص المذكورة أعلاه مع بداية الزراعة وتسلسلها في الظهور والعلاقة التجريبية مع بعضها البعض في مواقع مختلفة موضوع نقاش أكاديمي، وتختلف من مكان إلى مكان، بدلاً من كونها حصيلة قوانين عالمية للتطور الاجتماعي، حيث شهد المشرق أولى تطورات الثورة النيوليتية منذ نحو 10000 قبل الميلاد تلاه منطقة الهلال الخصيب.

## التحول الزراعي
صيغ مصطلح العصر الحجري الحديث في عام 1923 على يد ف. جوردون تشايلد (V. Gordon Childe) ليصف بداية سلسلة من الثورات الزراعية في تاريخ الشرق الأوسط، وتوصف هذه المرحلة بأنها «ثورة» للدلالة على التأثير الكبير والأهمية البالغة ودرجة التغيير التي أثرت على المجتمعات التي اعتمدت الممارسات الزراعية الجديدة وصقلتها تدريجيًا.
وقد تم تأريخ بداية هذه العملية في مناطق مختلفة من 10,000 إلى 8000 قبل الميلاد في منطقة الهلال الخصيب، وربما 8000 قبل الميلاد في موقع كوك (Kuk) الزراعي في ميلانيزيا، ويبدو أن هذا التحول في كل مكان كان مرتبطًا على نحوٍ كبير بالتغيير من أسلوب حياة الصياد-الجامع إلى أسلوب أكثر استقرارًا يقوم على الزراعة مع بداية تدجين أنواع نباتية وحيوانية مختلفة - اعتمادًا على الأنواع المتوفرة محليًا بالإضافة إلى تأثير الثقافة المحلية أيضًا، وتشير الأبحاث الأثرية الحديثة إلى أن الانتقال من الصيادين-الجامعين إلى الزراعة لم يكن خطيًا في بعض المناطق مثل شبه جزيرة جنوب شرق آسيا، بل كان محددًا في المنطقة.
هناك العديد من النظريات المتنافسة (ولكن ليست حصرية) فيما يتعلق بالعوامل التي دفعت السكان إلى اعتماد الزراعة، وأبرز هذه النظريات:
- نظرية الواحة: وتؤكد هذه النظرية أن ازدياد جفاف المناخ بسبب انخفاض المنخفضات الأطلسية باتجاه الشمال، اعتمدت المجتمعات المحلية على الواحات حيث أُجبرت على الارتباط الوثيق بالحيوانات التي دُجِّنَت بالإضافة لغرس البذور، ومع ذلك اليوم هذه النظرية تحظى بالقليل من الدعم بين علماء الآثار لأن البيانات المناخية اللاحقة تشير إلى أن المنطقة أصبحت أكثر رطوبة وليس أكثر جفافًا.[10]
- تقترح فرضية Hilly Flanks، التي اقترحها Robert Braidwood في عام 1948، بأن الزراعة بدأت في التلال في جبال طوروس (Taurus) وزاغروس (Zagros)، حيث المناخ لم يكن أكثر جفافًا كما في النظرية السابقة، حيث دعمت الأراضي الخصبة مجموعة متنوعة من النباتات والحيوانات القابلة للتدجين.[11]
- يشير نموذج الولائم (Feasting) الذي وضعه بريان هايدن إلى أن الزراعة كانت مدفوعة بمظاهر القوة المتفاخرة، كعقد الولائم لإبراز الهيمنة، وهذا يتطلب تجميع كميات كبيرة من الطعام، الأمر الذي دفع التقنيات الزراعية.[12]
- النظريات الديموغرافية التي اقترحها كارل سوير، والتي تم تبنيها من قبل لويس بينفورد وكينت فلانري، تفترض وجود عدد متزايد من السكان المستقرون الذين امتدوا إلى القدرة الاستيعابية للبيئة المحلية وطلبوا المزيد من الطعام أكثر مما يمكن جمعه، حيث أدت العديد من العوامل الاجتماعية والاقتصادية إلى زيادة الحاجة إلى الغذاء.[13]
- النظرية التطورية/ القصدية التي طورها ديفيد ريندوس وآخرون، ترى الزراعة كتكيف تطوري للنباتات والبشر.[14]
- قدم كل من بيتر ريتشيرسون وروبرت بويد وروبرت بيتنجر حالة لتطور الزراعة المتزامن مع مناخ مستقر بشكل متزايد في بداية الهولوسين.[15]
- يُزعم أنّ حدث Younger Dryas المفترض مسؤول جزئيًا عن انقراض الكائنات الحيوانية الضخمة وإنهاء آخر فترة جليدية، وقد أتاح هذا ظروفًا تتطلب تطور المجتمعات الزراعية للبقاء على قيد الحياة.[16]
- يجادل ليونيد غرينين Grinin بأنه مهما كانت النباتات المزروعة، فإن الاختراع المستقل للزراعة كان يحدث دائمًا في بيئات طبيعية خاصة (على سبيل المثال، جنوب شرق آسيا)، ومن المفترض أن زراعة الحبوب بدأت في مكان ما في الشرق الأدنى: في تلال فلسطين أو مصر، ولهذا يؤرخ غرينين بدء الثورة الزراعية خلال الفترة من 12000 إلى 9000 قبل الميلاد، على الرغم من أن بعض النباتات المزروعة أو عظام الحيوانات الأليفة في بعض الحالات كانت حتى أقدم من عمر 14 - 15 ألف سنة.[17]
- اقترح أندرو مور (Andrew Moore) أن الثورة النيوليتية نشأت على فترات طويلة من التطور في بلاد الشام، وربما بدأت العصر الحجري الوسيط (Epipaleolithic)، ففي «إعادة تقييم للثورة العصر الحجري الحديث»، واصل فرانك هول (Frank Hole) التوسع في العلاقة بين تدجين النبات والحيوان، واقترح أنها يمكن أن تحدث بشكل مستقل خلال فترات زمنية مختلفة، في مواقع لم تستكشف بعد، وأشار إلى أنه لم يتم العثور على أي موقع انتقالي يوثق التحول عن ما وصفه بالنظم الاجتماعية المؤجلة والعاجلة، كما أشار إلى أن المجموعة الكاملة من الحيوانات المستأنسة (الماعز والأغنام والماشية والخنازير) لم يتم العثور عليها حتى الألفية السادسة في تل رماد، وخلص هول إلى أنه «ينبغي إيلاء اهتمام وثيق في التحقيقات المستقبلية إلى الحواف الغربية لحوض الفرات، ربما حتى جنوب شبه الجزيرة العربية، خاصة عندما تدفقت الأودية التي تحمل جريان مياه الأمطار في العصر البليستوسيني».[18]

## حصاد الحبوب المبكر (23,000 عامًا قبل الحاضر)
يوفر لنا تحليل (الاستخدام-التآكل) لخمسة أنصال مصقولة من الصوان الموجودة في أوهالو 2، وهو معسكر لجامعي الثمار والصيادين وصيادي السمك وعمره 23 ألف عام على شاطئ بحيرة طبريا في شمال فلسطين ، أول دليل على استخدام أدوات حصاد الحبوب المركبة. كان موقع أوهالو عند تقاطع العصر الحجري القديم مع أوائل نهاية العصر الحجري القديم، ونُسب إلى كلتي الحقبتين.
تشير آثار التآكل إلى استخدام أدوات لحصاد الحبوب البرية شبه الناضجة وشبه الخضراء، قبل فترة وجيزة من نضوج الحبوب وتنثرها طبيعيًا. لم تٌستخدم الأدوات المدروسة بكثافة، وهي تعكس طريقتين للحصاد: الأولى سكاكين الصوان الممسوكة باليد، والثانية إدخال مقبض عليها لإمساكها بالمقبض. سلطت الاكتشافات الضوء على تقنيات حصاد الحبوب قبل نحو 8,000 عامًا من النطوفية، وقبل 12,000 عامًا من إنشاء مجتمعات زراعية مستقرة في الشرق الأدنى. وعلاوة على ذلك تتفق النتائج الجديدة تمامًا مع الأدلة على زراعة الحبوب المبكرة في الموقع، واستخدام أدوات الطحن المصنوعة من الحجر.

## استزراع النباتات
بمجرد أن بدأت الزراعة تكتسب زخمًا، نحو 9000 عامًا قبل اليوم، نتج عن النشاط البشري اصطفاء صناعي لأعشاب الحبوب (بدءًا من القمح ثنائي الحبة، والقمح وحيد الحبة، والشعير) لأنها تعود بسعرات حرارية أكبر. اعتبرت النباتات ذات السمات مثل البذور الصغيرة أو الطعم المر غير مرغوبة. اتجهوا إلى عدم جمع النباتات التي تتخلص بسرعة من البذور عند النضج وقت الحصاد، لذلك لا تخزن ولا تزرع في الموسم التالي، بعد سنوات متتالية من الحصاد يجري اختيار السلالات التي احتفظت ببذورها الصالحة للأكل لفترة أطول تلقائيًا.
عَرّف دانيال زوهري العديد من الأنواع النباتية بأنها «محاصيل تجريبية» أو محاصيل مؤسسة للحضارة. سلط الضوء على أهمية القمح، والشعير، والجاودار، واقترح في وقت لاحق استزراع الكتان، والبازلاء، والحمص، والبيبقية المرة، والعدس. استنادًا إلى تحليل جينات النباتات المستزرعة، فضل نظريات محددة، أو على الأقل عدد قليل جدًا لأحداث الاستزراع لكل أصنوفة انتشرت في قوس من ممر المشرق حول الهلال الخصيب ثم إلى أوروبا لاحقًا. أجرى غوردون هيلمان، وستوارت ديفيز تجارب على أنواع مختلفة من القمح البري لإظهار أن عملية الاستزراع كانت لتحدث على مدى فترة قصيرة نسبيًا تتراوح بين 20 و200 عامًا. فشلت بعض المحاولات الرائدة في البداية، وأهمِلت المحاصيل التي كان من المقرر أن تعالج مرةً أخرى ونجح استزراعها بعد ذلك بآلاف السنين: شق الجاودار، الذي جرت تجربته وتركه في العصر الحجري الحديث في الأناضول، طريقه إلى أوروبا كبذور عشبية، واستزرِع بنجاح في أوروبا، بعد آلاف السنين من الزراعة الأولى. شكل العدس البري مشكلة مختلفة: معظم البذور البرية لا تنبت في السنة الأولى، يظهر أول دليل على استزراع العدس، بعد الخروج من حالة السبات في عامهم الأول، في أوائل العصر الحجري الحديث في الجرف الأحمر (في سوريا الحديثة)، وسرعان ما انتشر العدس جنوبًا إلى موقع نتيف هاغدود في غور الأردن. سمحت عملية الاستزراع للمحاصيل المؤسسة بالتكيف وأصبحت في النهاية أكبر، وأكثر سهولة في الحصاد، وأكثر موثوقية في التخزين، وأكثر فائدة للجنس البشري.
زُرِع التين والشعير والشوفان البري عن طريق الاصطفاء الصناعي في أوائل العصر الحجري الحديث في غيلغال 1، إذ عثر علماء الآثار عام 2006 على مخابئ بذور كل منها فيه كميات كبيرة للغاية بحيث لا يمكن حسابها حتى من خلال التجميع المكثف، يعود عمر الطبقات إلى نحو 11,000 سنة. جُربت بعض النباتات ثم أهمِلت خلال فترة العصر الحجري الحديث في الشرق الأدنى القديم، في مواقع مثل غيلغال، وجرى استزراعها بنجاح في أجزاء أخرى من العالم.
بمجرد أن أتقن المزارعون الأوائل تقنياتهم الزراعية مثل الري (التي ترجع إلى الألفية السادسة قبل الميلاد في خوزستان)، حققت غلة محاصيلهم فائضًا وكانت بحاجة إلى التخزين. لم يستطع معظم جامعي الثمار والصيادين تخزين الطعام لفترة طويلة بسبب نمط حياتهم المتنقلة، في حين أن أولئك الذين لديهم مسكن مستقر تمكنوا من تخزين فائض الحبوب. في النهاية طُوِرت مخازن الحبوب التي سمحت للقرى بتخزين بذورها لفترة أطول. لذلك مع زيادة الغذاء، زاد عدد السكان وتطورت المجتمعات مع عمال متخصصين وأدوات أكثر تقدمًا.
لم تكن العملية خطية كما اعتقِد من قبل، بل كانت جهدًا أكثر تعقيدًا، اضطلع به مختلف السكان في مختلف المناطق وبطرق مختلفة.

### انتشار المحاصيل: بالنسبة للشعير
الشعير أحد أهم المحاصيل في العالم، استزرِع في الشرق الأدنى منذ نحو 11,000 عامًا (نحو 9000 قبل الميلاد). الشعير محصول عالي المرونة، قادر على النمو في بيئات متنوعة وهامشية، مثلما هو الحال في مناطق الارتفاع وخطوط العرض العالية. تشير الأدلة الأثرية إلى أن الشعير انتشر في جميع أنحاء أوراسيا نحو 2000 قبل الميلاد. استخدِم التحليل الجيني لتحديد التنوع الوراثي والبنية السكانية في أصناف الشعير الموجودة، لتوضيح الطرق التي انتشرت بها زراعة الشعير عبر أوراسيا. يظهر التحليل الوراثي أن الشعير المزروع انتشر عبر أوراسيا عبر طرق مختلفة، والتي من المحتمل أن تكون منفصلة في الزمان والمكان.

## النمو والانتشار

### البداية في المشرق
ظهرت الزراعة لأول مرة في جنوب غرب آسيا بعد نحو ألفي عام، أي منذ نحو 10,000 - 9000 عامًا. كانت المنطقة مركزًا لاستزراع ثلاثة أنواع من الحبوب (القمح ثنائي الحبة، والقمح وحيد الحبة، والشعير)، وأربعة من البقوليات (العدس، والبازلاء، والبيبقية المرة، والحمص)، والكتان. كانت عملية الاستزراع بطيئة وانتشرت عبر مناطق متعددة، وسبقتها قرون إن لم تكن آلاف السنين من زراعة ما قبل الاستزراع.
أظهرت اكتشافات كميات كبيرة من البذور وحجر الطحن في نهاية العصر الحجري القديم في موقع أوهالو 2، والتي يرجع تاريخها إلى نحو 19,400 عامًا قبل الحاضر، بعضًا من الأدلة المبكرة على التخطيط المتقدم للنباتات لاستهلاك الأغذية، وتشير إلى أن البشر في أوهالو 2 عالجوا الحبوب قبل الاستهلاك. تل أسود هو أقدم موقع للزراعة، إذ يعود تاريخ القمح الثنائي الحبة المستزرع إلى 10,800 عامًا قبل الحاضر. بعد فترة وجيزة اكتشَف الشعير المقشر المكون من صفين، والذي استزرِع باكرًا في أريحا في غور الأردن، وعراق الدب في الأردن. شملت المواقع الأخرى في ممر المشرق التي ظهرت فيها أدلة مبكرة على الزراعة وادي فينان 16، ونتيف هاغدود. أشار جاك كوفين إلى أن مستوطني أسود لم يستزرعوا في الموقع، لكن «ربما وصلوا من سلسلة جبال لبنان الشرقية المجاورة، المجهزة بالفعل بالبذار للزراعة». في الهلال الخصيب الشرقي، عُثِر على دليل لزراعة النباتات البرية في تشوغا غولن في إيران، والتي يرجع تاريخها إلى 12,000 عامًا قبل اليوم، ما يشير إلى وجود مناطق متعددة في الهلال الخصيب تطورت فيها عملية الاستزراع تقريبًا بشكل متزامن. جرى التعرف على ثقافة القرعون في العصر الحجري الحديث الثقيل في نحو خمسين موقعًا في لبنان حول مصدر ينابيع نهر الأردن، ولكن لم تؤرخ على نحو موثوق قط.

### أوروبا
يتتبع علماء الآثار ظهور المجتمعات المنتجة للغذاء في منطقة المشرق من جنوب غرب آسيا إلى نهاية الفترة الجليدية الأخيرة، نحو 12,000 قبل الميلاد، وتطورت إلى عدد من الثقافات المميزة إقليميًا بحلول الألفية الثامنة قبل الميلاد. يعود تاريخ بقايا المجتمعات المنتجة للغذاء في بحر إيجه إلى نحو 6,500 قبل الميلاد حسب تأريخ الكربون المشع، ووُجدت في كنوسوس وكهف فرانشثي، وعدد من المواقع في تساليا. ظهرت مجموعات العصر الحجري الحديث بعد ذلك بوقت قصير في البلقان وجنوب وسط أوروبا. تُظهر ثقافات العصر الحجري الحديث في جنوب شرق أوروبا (البلقان وبحر إيجه) بعض الاستمرارية مع مجموعاتٍ في جنوب غرب آسيا والأناضول (جاتال هويوك مثلًا).
تشير الأدلة الحالية إلى أن الثقافة المادية للعصر الحجري الحديث قد أُدخلت على أوروبا عبر غرب الأناضول. تحتوي جميع مواقع العصر الحجري الحديث في أوروبا على السيراميك، وتحتوي على النباتات والحيوانات التي استؤنست في جنوب غرب آسيا: القمح وحيد الحبة والقمح ثنائي الحبة (قمح ايمر) والشعير والعدس والخنازير والماعز والأغنام والأبقار. تشير البيانات الجينية إلى أنه لم يحدث استئناس مستقل للحيوانات في العصر الحجري الحديث في أوروبا، وأن جميع الحيوانات الداجنة قد استؤنست أساسًا في جنوب غرب آسيا. كان نبات دخن ذيل الثعلب النبات الوحيد الذي لم يُستأنس في جنوب غرب آسيا، بل في شرق آسيا. يرجع أقدم دليل على صناعة الجبن إلى عام 5500 قبل الميلاد في كويافيا، بولندا.
استغرق الانتشار عبر أوروبا، من بحر إيجة إلى بريطانيا، نحو 2,500 سنة (8500 – 6000 قبل الحاضر). تغلغل هذا الانتشار في منطقة البلطيق بعد ذلك بقليل، نحو 5500 قبل الحاضر، وكان هناك أيضًا تأخير في استيطان سهل بانونيا. بشكل عام، يُظهر الاستيطان نمطًا «وثّابًا»، إذ تقدم العصر الحجري الحديث من رقعة أرض ذات تربة طمية خصبة إلى رقعة أخرى، متجاوزًا المناطق الجبلية. يُظهر تحليل التواريخ بالكربون المشع أن شعوب العصر الحجري المتوسط والعصر الحجري الحديث قد عاشوا جنبًا إلى جنب لمدة تصل إلى ألف عام في أجزاء كثيرة من أوروبا، وخاصة في شبه الجزيرة الإيبيرية وعلى طول ساحل المحيط الأطلسي.

#### دليل الكربون 14
أُمكن دراسة انتشار العصر الحجري الحديث من الشرق الأدنى – الذي كان يسوده العصر الحجري الحديث قبل الفخاري - إلى أوروبا كميًا لأول مرة في سبعينيات القرن العشرين، وذلك عندما توفر عدد كاف من إثباتات العمر بالكربون المشع لأولى مواقع العصر الحجري الحديث. اكتشف أميرمان وكافالي سفورزا علاقة خطية بين عمر موقعٍ من العصر الحجري الحديث المبكر وبُعده عن المصدر المتعارف عليه في الشرق الأدنى (أريحا)، مما يدل على انتشار العصر الحجري الحديث بمتوسط سرعة تبلغ نحو 1 كم/سنة. تؤكد الدراسات الحديثة هذه النتائج وتخلص إلى سرعة 0.6 – 1.3 كم/سنة (عند مجال ثقة 95%).

#### تحليل الحمض النووي للميتوكوندريا
منذ التوسعات البشرية الأصلية خارج إفريقيا قبل 200,000 عام، وقعت أحداث هجرة مختلفة في عصور ما قبل التاريخ والعصور التاريخية في أوروبا. بالنظر إلى أن حركة الشعوب تنطوي على نشاط مرافق لجيناتهم، فإنه من الممكن تقدير أثر هذه الهجرات من خلال التحليل الجيني للسكان. نشأت الممارسات الزراعية والتربية الحيوانية منذ 10,000 عام في منطقة من الشرق الأدنى تُعرف باسم الهلال الخصيب. وفقًا للسجل الأثري، توسعت هذه الظاهرة، المعروفة باسم «العصر الحجري الحديث»، سريعًا من هذه المناطق إلى أوروبا. على أي حال، لازال هناك نقاش كبير حول ما إذا كان هذا التوسع مصحوبًا بهجرة بشرية أم لا. استُخرج الحمض النووي الميتوكوندري – وهو نوع من الحمض النووي الموروث من الأم وموجود في الخلية السيتوبلازمية – من بقايا مزارعي العصر الحجري الحديث ما قبل الفخاري بي (بّي بّي إن بي) في الشرق الأدنى، ثم جرت مقارنته بالبيانات المتاحة من شعوب العصر الحجري الحديث الأخرى في أوروبا وأيضًا بالبيانات الحديثة لشعوب جنوب شرق أوروبا والشرق الأدنى. تُظهر النتائج أن الهجرات البشرية الكبيرة كانت مترافقة مع انتشار العصر الحجري الحديث وتُشير إلى أن أول مزارعي العصر الحجري الحديث قد دخلوا أوروبا بتتبع الطريق البحري عبر قبرص وجزر بحر إيجه.

### جنوب آسيا

#### التوسع إلى جنوب آسيا
تعد بيرانا وهاريانا التي يرجع تاريخهما إلى 7570 – 6200 قبل الميلاد، ومهرغاره، التي يرجع تاريخها إلى ما بين 6500 و5500 قبل الحاضر، في سهل كاتشي في بلوشستان، باكستان، من أقدم مواقع العصر الحجري الحديث في جنوب آسيا؛ يحوي الموقع دليلًا على الزراعة (القمح والشعير) والرعي (الماشية والأغنام والماعز).
هناك أدلة قوية على وجود روابط سببية بين العصر الحجري الحديث في الشرق الأدنى وذاك الذي في الشرق، حتى وادي السند. هناك العديد من الأدلة التي تدعم فكرة وجود ارتباط بين العصر الحجري الحديث في الشرق الأدنى وشبه القارة الهندية. يعد موقع مهرغاره في بلوشستان (في باكستان الحديثة) الذي يعود إلى ما قبل التاريخ من أقدم مواقع العصر الحجري الحديث في شمال غرب شبه القارة الهندية، ويرجع تاريخه إلى 8500 قبل الميلاد. تشمل محاصيل العصر الحجري الحديث المستأنسة في مهرغاره الكثير من الشعير وكمية قليلة من القمح. هناك أدلة قوية على الاستئناس المحلي للشعير وماشية الزيبو في مهرغاره، ولكن من المقترح أن يكون أصل أصناف القمح من الشرق الأدنى، إذ يقتصر التوزع الحديث للأصناف البرية من القمح على شمال بلاد الشام وجنوب تركيا. تشير دراسة لخريطة أقمار صناعية مفصلة تصور بضعة مواقع أثرية في منطقتي بلوشستان وخيبر بختونخوا إلى وجود أوجه تشابه في المراحل الأولى من الزراعة مع مواقع في غرب آسيا. كان الفخار المحضر بطريقة رص الألواح فوق بعضها، وحُفر النار الدائرية المملوءة بالحصى المحترقة، ومخازن الحبوب الكبيرة، شائعًا في كل من مهرغاره ومواقع عديدة في بلاد ما بين النهرين. يتشابه وضع بقايا الهياكل العظمية في مقابر مهرغاره إلى حد كبير مع تلك الموجودة في علي كوش في جبال زاغروس في جنوب إيران. رغم ندرتها، إلا أن إثباتات الكربون المشع وتفصيلات عصور علم الآثار في مواقع العصر الحجري الحديث الأولى في جنوب آسيا تُظهر استمرارية بارزة عبر المنطقة الشاسعة من الشرق الأدنى إلى شبه القارة الهندية، بما يتوافق مع انتشار منتظم شرقًا بسرعة نحو 0.65 كم/سنة.